# Feriedrengen
Feriedrengen er en dansk stumfilm fra 1907 produceret af Nordisk Films Kompagni instrueret af Viggo Larsen, der også medvirker i filmen.

## Handling
Denne artikel mangler et handlingsreferat. Hjælp os med at skrive det.